# Polyommatus isaurica
Polyommatus isaurica är en fjärilsart som beskrevs av Otto Staudinger 1870. Polyommatus isaurica ingår i släktet Polyommatus och familjen juvelvingar. Inga underarter finns listade i Catalogue of Life.